# نيونس
نيونس هي بلدية فرنسية تقع في إقليم دروم جنوب شرق فرنسا.